# Kjell Tånnander

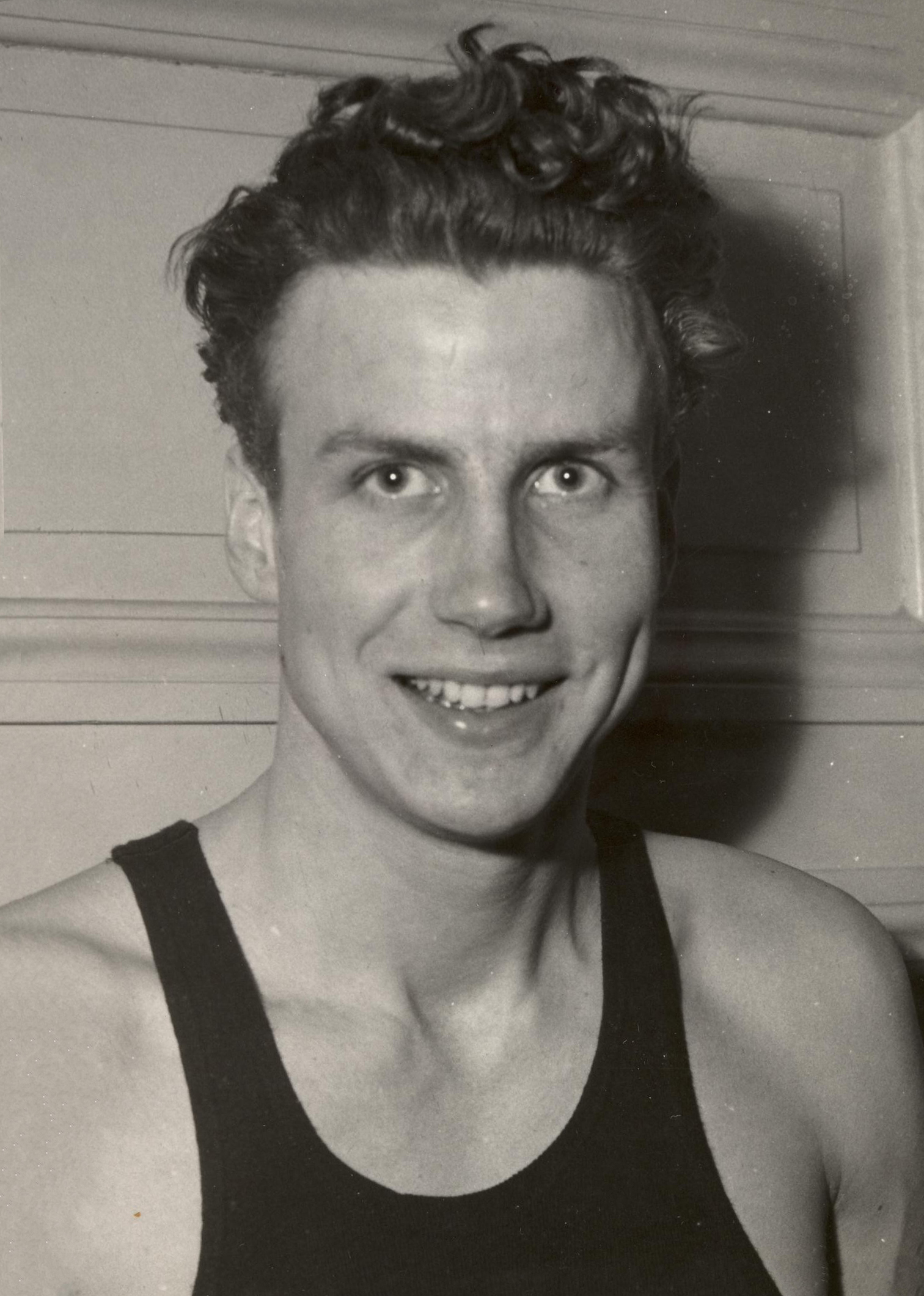
Kjell Tånnander, ca. 1950

Kjell Tånnander (Kjell Uno Jörgen Tånnander; * 25. Juni 1927 in Långaröd, Hörby) ist ein ehemaliger schwedischer Zehnkämpfer.
1948 kam er bei den Olympischen Spielen in London auf den 15. Platz.
Bei den Leichtathletik-Europameisterschaften 1950 in Brüssel gewann er mit seiner persönlichen Bestleistung von 7275 Punkten Bronze, und bei den Olympischen Spielen 1952 in Helsinki wurde er Siebter.
1949 und 1951 wurde er Schwedischer Meister.
Seine Töchter Kristine Tånnander und Annette Tånnander waren ebenfalls in der Leichtathletik erfolgreich.